# Szevasz, Vera!
Szevasz, Vera Herskó János 1967-es játékfilmje Soós Magda Mindenki elutazott című regénye alapján. A forgatókönyvet a rendező Bíró Zsuzsával készítette.
A történet Herskó szerint a döntésekért vállalt felelősségről és a generációk együttéléséről, kapcsolatáról szól egy kissé zilált, kusza és mozgalmas életet élő gimnazista lány életének néhány napján keresztül a hatvanas évek közepe táján.

## A történet
A gimnazista Vera szülei és kisöccse nyaraláshoz készülődnek, ő viszont építőtáborba indul barackot szüretelni. Az még csak hagyján, hogy pihenés helyett dolgozni megy, de így még szerelmétől, Gyuritól is elszakad egy időre. Ő ugyanis filmfőiskolás osztálytársaival egy érdekes kisfilmes kísérlet folytatásában vesz részt. Útközben lepnek meg embereket és kérdezik ki őket kamera előtt. De ami aggasztó, hogy velük lesz Gyuri régi szerelme, Gabi is. Vera késve érkezik az építőtáborba. Megismerkedik a helyi állami gazdaság igazgatójával, Sárközivel, akit a legnagyobb pácból húzhat ki a lányok munkája. Vera segít rábeszélni a lányokat a vasárnapi különmunkára, de kisebb baleset miatt kórházba kerül, ám már másnap el is engedik. De az épp továbbinduló vonatról leugrik, mert meglátja, hogy friss kórházi ismerőse, Terus néni rosszul lett, miután leszállt a vonatról. A súlyos beteg asszony lánya esküvőjére szökött ki a kórházból. Vera így önkéntes ápolónőként részt vesz a lagziban, és megismerkedik a zenekarban játszó, egyetemista Mikivel. A fiú azonban túl rámenős, Vera pedig kis híján olasz turisták kocsija alá szalad előle. De az olasz fiúk legalább elviszik a balatonfüredi kompig, ahol várhatóan Gyuri és társai az utasokkal az interjúkat készítik. Bár Vera talán maga sem hisz benne, szerencséjére szinte azonnal megtalálja a társaságot, akik épp akkor fejezik be a délelőtti felvételeket a kompon. Még Dolores Ibárrurit is sikerül lencsevégre kapniuk. A főiskolás osztályfőnök, Litner nyaralójában tett látogatásuk után Vera indulna vissza az építőtáborba, de előbb mégis szüleihez és kisöccséhez megy látogatóba.

## Szereplők
- Mérő Vera – Neményi Mária
- Terus néni – Horváth Teri
- Sárközi – Mensáros László
- Dobos Gyuri – Bálint Tamás
- Mérő György, Vera apja – Bozóky István (hangja: Avar István)
- Mérőné, Vera édesanyja – Békés Rita
- Gabi – Koncz Zsuzsa
- Kardos – Ráday Mihály
- Ancsa néni – Ronyecz Mária
- Svajda – Szirtes Ádám
- Máté Olga – Káldi Nóra
- Miki – Uri István
- Dolores Ibárruri
- Litner – Antal Imre
- Litner felesége – Soós Edit
- Jutka, a lányuk – Herskó Judit
- Peti, Vera kisöccse – Zádor Tibor
- Sándor -
- Vasutas – Horváth József
- Vőlegény – Fonyó István
- Annus, Terus néni lánya – Molnár Piroska
- Mari néni – Gurnik Ilona
- Orvos – Tyll Attila

Gyuri filmes csapatát a Herskó osztály fiatal rendezői alkotják. Feltűnik Ráday Mihály, Grunwalsky Ferenc, Csányi Miklós, Szomjas György és Böszörményi Géza is.
A lakodalmas jelenetben Dandi Kis Károly és Népi Zenekara valamint a zalaegerszegi Albatros Együttes játszott.

## A forgatási helyszínek
A budapesti felvételek a Margit körút (akkoriban Mártírok útja) és Bem utca sarka közelében készültek. Veráék háza a Bem József utca 9. számú sarokház. Az építőtábor a kiskorpádi KISZ építőtábor a Szigetestó mellett. A vasútállomás a kiskorpádi illetve a másik jelenetben a pókaszepetki. A környékbeli felvételek is kiskorpádiak. A filmbeli állami gazdaság központja a kaposújlaki Szarkavárban, az egykori Somssich-kastélyban volt, amely akkoriban a helyi TSZ központja volt; ma kastélyszálló. Az esküvői jelenetet Nagykapornakon, a lakodalmat az ottani állami gazdaság területén vették fel. A komp jelenetei a Siófok és Balatonfüred között közlekedő kompon játszódnak.

## Érdekességek
- Gyurit az akkoriban pályakezdő Bálint András orvosegyetemista öccse, Bálint Tamás alakította, aki abban az időben tényleg Neményi Mária szociológus szerelme volt. Herskó épp az ELTE bölcsészkarról jövet találkozott velük és beszélte rá őket a filmszerepre.[4]

- Litner, a fiúk filmfőiskolás tanára alakját Herskó nyilvánvalóan magáról mintázta, hiszen ő ekkoriban valóban osztályfőnöke volt Szomjas Györgynek, Böszörményi Gézának, Ráday Mihálynak, Grunwalsky Ferencnek és Csányi Miklósnak, és a valóságban is hasonló technikával oktatta a leendő rendezőket. A jelenetben Litner kislányát Herskó lánya, Herskó Judit alakítja.

- Érdekesek a forgatás idejét behatároló utalások. Dolores Ibárrurit a Spanyol Kommunista Párt küldöttsége élén látták vendégül Magyarországon 1966. szeptember 13. és 23. között. Az építőtábor dolgozói a tévéhíradóban éppen a vietnámi háborúról szóló tudósítást hallgatják a Mekong-deltában és a Vasháromszögben folyó harcokról.

- A filmben a főszereplő páron kívül több alkalmi színész is nagyszerű alakítást nyújtott. Terus néni férje szerepére a népfront helyi titkárát beszélték rá (szinkronhangját Mádi Szabó Gábor kölcsönözte). Meggyőző volt az állami gazdaság sofőrje, a plébánost alakító színészről pedig a helybéliek alig akarták elhinni, hogy nem valódi pap. Az esküvői jelenetben is helybéliek illetve környékbeliek jelentek meg, valamint a menyasszony gimnazista osztálytársai. Kedves alakítást nyújtott a szintén helybéli Naca néni is. Az építőtáborban az éppen akkor ott dolgozó diákok statisztáltak.

## Díj
- San Sebastián-i Nemzetközi Filmfesztivál – Filmújságírók Nemzetközi Díja (FIPRESCI), 1967

## Kapcsolódó filmek
- Szevasz, Vera! a Filmszemlén (1967 október), filmhiradokonline.hu
- Kopper Judit-Sólyom András: Herskó János videólevele Stockholmból, Magyar Televízió, 1989